# 日朝貿易
日朝貿易指日本與朝鲜王朝間實行的貿易，又稱「通信符貿易」。

## 概要
1392年足利義滿接受李氏朝鲜方面取締倭寇的要求並與之建立國交。日朝貿易由此建立，初期不僅幕府，守護大名、地方豪族與商人皆積極參與，故貿易繁盛。日本向朝鮮輸出的物品有從對南方的貿易獲得的蘇木（紅色染料的原料）與香木（芳香木材如檀香）等，類似於明日貿易。朝鮮向日本輸出的物品有棉花、朝鮮人蔘、大藏經（一切經）的經典版本等。棉花不僅為一般民眾用於製衣，也被戰國大名用於製作軍服，並在河內國和三河國等地開始栽培。
日朝貿易因使用幕府發行的通信符而又稱為「通信符貿易」。但對馬國的宗氏為介入日朝貿易也發行了前往朝鮮的許可證「文引」（ぶんいん）。宗氏第八代家主宗貞茂積極管制倭寇，但其死後，朝鮮為防備倭寇重來，襲擊了倭寇的根據地對馬國（應永外寇／已亥東征）。因此日朝貿易一時中斷，但1423年恢復，1443年宗貞茂之子宗貞盛與朝鮮訂立嘉吉条約後更加活躍。
日朝貿易導致居住朝鮮半島的日本人（「恒居倭」）增多，因此朝鮮在「三浦」（富山浦－今釜山、乃而浦／薺浦－今慶尚南道鎮海市、塩浦－今蔚山）設置倭館以安置管轄之，以與倭寇區別。但由於貿易的活躍進行，走私也逐漸增多，故朝鮮官僚開始強化對居留的日本人的管制。以貿易為生的日本人開始不滿，1510年發生「三浦之亂」，以對馬宗氏為主力的軍隊約四万五千人（居留朝鮮的日本人約三千人）攻入朝鮮，佔領了釜山浦與薺浦。但最終日軍戰敗，居留朝鮮的日本人被驅逐，日朝間斷交。然而對馬生計依靠貿易，朝鮮也依賴由對馬輸入的胡椒、丹木、銅等物品，故雙方於1512年簽訂壬申條約再次和解。貿易重開，倭館亦再次開放，但貿易港被限制在乃而浦，日本人也不得居留。之後仍然發生暴動，朝鮮設置了備邊司。

## 年表
- 1407年：富山浦（今釜山）、乃而浦（今鎮海）開港
- 1419年：應永外寇/已亥東征
- 1426年：鹽浦（今蔚山）開港
- 1443年：嘉吉條約，釜山浦、薺浦、鹽浦設置倭館
- 1510年：三浦之亂，三浦倭館關閉
- 1512年：壬申條約，薺浦（乃而浦）倭館重開
- 1521年：富山浦倭館重開
- 1544年：倭寇事件、乃而浦倭館關閉
- 1592年：豐臣秀吉出兵朝鮮，日朝斷絕外交關係
- 1607年：豆毛浦（今釜山）倭館新設
- 1673年：豆毛浦倭館遷至草梁
- 1678年：草梁（今釜山）倭館新築
- 1876年：釜山開港
- 1883年：濟物浦（今仁川）開港